# 四部备要
《四部备要》是中華民國大陸時期中华书局编印的一部丛书。中华书局為了與商务印书馆的《四部叢刊》競爭，於是在1924年至1931年間編寫四部备要，共出5集，收中國古书336种，共计11305卷，线装分订2500册。1935年又印16开平裝本，共280冊。1936年再版并出缩印本，内容与初版相同。同时编印出版《四部备要书目提要》。1989年北京中华书局据1936年本影印出版。四部备要全部采用仿宋体铅字按线装书格式排印。書名當中的四部指的是經部、史部、子部、集部。
该丛书中经部收录儒家经典、注释。经部中的十三经分为古注、唐朝宋注疏、清朝注疏三类。史部增加了《四部丛刊》少收的表谱考证。所收书目主要有《国语》、《战国策》、《二十四史》、《资治通鉴》等。子部收集周秦诸子百家、汉魏六朝儒家、兵家、法家、农家、医家、算法术数、杂家、小说家、释、道家等书。集部收錄历代诗文集以及文学评论、词典方面的著作。

## 與四部叢刊對比
四部备要所收各书以常见常用和带注的为主，有的还采用了清代学者整理过的版本。例如集部收錄的古書就采用了许多清代學者的注本，如《李太白诗集》用王琦注，《王右丞集》用赵殿成注，相比四部叢刊所收的同类古書，四部备要收錄的古書版本相對更容易閱讀。